# لا تتركني وحدي (فلم)
لا تتركني وحدي هو فيلم دراما مصري من إخراج حسن الإمام وبطولة ناهد شريف، ميرفت أمين، محمود ياسين، عزت العلايلي، عماد حمدي ومريم فخر الدين. الفيلم مقتبس من الفيلم الأمريكي مكتوب على الريح.

## نبذه
رجل أعمال مصري يعيش في لبنان مع ابنه المدلل عادل وابنته المستهتره زيزي. تحب زيزي الشاب محمود الذي يعمل بشركه والدها ولكنه يحب الموظفة الجديدة سامية، ويتقدم عادل للزواج منها فتقبل ويتزوجها ولكنه يعيش معها في شك لشعوره بأنها ما زالت تحب محمود.

## طاقم العمل
- ناهد شريف بدور زيزي
- ميرفت أمين بدور سامية
- محمود ياسين بدور محمود
- عزت العلايلي بدور عادل
- عماد حمدي بدور رفعت
- مريم فخر الدين بدور عزيزه

## وصلات خارجية
- مقالات تستعمل روابط فنية بلا صلة مع ويكي بيانات